# بیلی بارنز (بازیکن فوتبال)
بیلی بارنز (انگلیسی: Billy Barnes؛ ۲۰ مهٔ ۱۸۷۹ – ۲۳ اوت ۱۹۶۲) یک بازیکن فوتبال اهل بریتانیا بود.